# Región de Vatovavy
Vatovavy es una región de Madagascar. Su capital es Mananjary. Fue creada mediante la división de la antigua región de Vatovavy-Fitovinany el 16 de junio de 2021.
El ciclón Batsirai tocó tierra en Mananjary en 2022, dejando destruido el 90 por ciento de la ciudad.

## Divisiones administrativas
La región de Vatovavy se divide en tres distritos, que a su vez se subdividen en 58 comunas.
- Distrito de Ifanadiana - 14 comunas
- Distrito de Mananjary - 25 comunas
- Distrito de Nosy Varika - 19 comunas

## Transporte
- Tren: 180 km (desde Fianarantsoa)
- Coche taxi colectivo
- Un aeropuerto: Aeropuerto de Mananjary

## Ríos
- el río Namorona

## Áreas protegidas
- Parte del Parque nacional de Ranomafana